# Encarsia brimblecombei
Encarsia brimblecombei är en stekelart som först beskrevs av Girault 1933.  Encarsia brimblecombei ingår i släktet Encarsia och familjen växtlussteklar. Inga underarter finns listade i Catalogue of Life.